# Póstumo Comínio Aurunco
Póstumo Comínio Aurunco (em latim: Postumus Cominius Auruncus; m. 485 a.C.) foi político da gente Comínia eleito cônsul por duas vezes no início da República Romana, em 501 e 493 a.C., com Tito Lárcio e Espúrio Cássio Vecelino respectivamente.

## História
Em 501 a.C., Comínio foi eleito cônsul com Tito Lárcio, que Lívio conta ter sido nomeado como o primeiro ditador de Roma. Outras fonte indicam que o início das hostilidades com os latinos e uma conspiração entre os escravos durante seu mandato.
Os cônsules de 493 a.C., Comínio e Espúrio Cássio Vecelino, foram eleitos já no final da Primeira secessão da plebe em 494 a.C. e foram responsáveis por realizar um censo.
Comínio conseguiu uma vitória militar contra os volscos. Ele inicialmente derrotou uma força da cidade de Âncio e seguiu tomando as cidades de Longula (ao norte de Âncio) e Polusca. Comínio cercou a cidade de Corioli e, apesar de ser atacado por uma segunda força volsca vinda de Ântio, conseguiu vencer por meio das heroicas ações de Caio Márcio Coriolano, capturando Corioli.
Em 488 a.C., ele estava entre os emissários, todos de status consular, enviado ao acampamento dos volscos durante o cerco de Coriolano.
Uma passagem curiosa e textualmente incompleta em Festo lista Comínio entre diversos outros que foram queimados vivos perto do Circo Máximo em 486 a.C. Valério Máximo afirma que um tribuno da plebe queimou nove colegas por conspirarem com Espúrio Cássio Vecelino, um cônsul naquele ano, que planeja tornar-se rei. Como os tribunos da plebe só se tornaram dez muito depois e como ele listou nomes de pessoas de status consular e patrício, este incidente, ocorrido durante as Guerras romano-volscianas, permanece envolto em mistério.